# Caersws Football Club
Caersws F.C. é uma equipe galês de futebol com sede em Caersws. Disputa a segunda divisão de País de Gales (Cymru Alliance).
Seus jogos são mandados no Recreation Ground, que possui capacidade para 500 espectadores.

## História
O Caersws F.C. foi fundado em 1879 como Caersws Amateurs, antes de mudar seu nome em 1974 e jogar seus jogos no Recreation Ground.